# Primo catalogo di radiosorgenti di Cambridge
Il Primo catalogo di radiosorgenti di Cambridge (1C) è un catalogo astronomico di 50 radiosorgenti osservate alla lunghezza d'onda di 3,7 m. È il primo di una serie di nove cataloghi di radiosorgenti pubblicati dall'Università di Cambridge a partire dal 1950. 
Il catalogo è stato compilato a partire dalle osservazioni compiute nel 1950 con l'interferometro di Michelson dell'Old Rifle Range di Cambridge. Questo radiotelescopio funzionava principalmente alla lunghezza d'onda di 3,7 metri sfruttando la tecnica dello switch di fase di Martin Ryle. Durante le osservazioni per la compilazione del catalogo, l'astronomo Francis Graham-Smith usò questo interferometro per misurare la densità degli elettroni nella ionosfera.
Studi successivi hanno evidenziato che la maggior parte delle sorgenti catalogate su 1C sono affette da effetto di confusione e non sono oggetti reali.